# Gare d'Ouest-Ceinture
Gare d'Ouest-Ceinture je zrušená železniční stanice v Paříži ve 14. obvodu. Nádraží bylo v provozu v letech 1867–1986. Budova se nachází na adrese 232, rue Vercingétorix.

## Lokace
Nádraží se nachází na kilometru 2,051 trati Paris-Montparnasse – Brest mezi stanicemi Paris-Montparnasse a Vanves-Malakoff. Je také umístěna na kilometru 12,587 zrušené linky Petite Ceinture mezi stanicemi Vaugirard-Ceinture a Montrouge-Ceinture.
Stanice se nachází v jihozápadní části 14. obvodu na jižním konci ulice Rue Vercingetorix, na její křižovatce s Rue Paturle.

## Historie
Nádraží bylo pro cestující zprovozněno v roce 1867, aby se umožnil přestup na vlaky do stanice Montparnasse. Dne 23. července 1934 bylo nádraží stejně jako ostatní stanice linky Petite Ceinture uzavřeno pro osobní dopravu. Nadále zde zastavovaly vlaky na trati Paříž-Brest (příměstské vlaky mezi Paříží a Sèvres), a to až do roku 1986. Změny v plánech na výstavbu vysokorychlostní tratě LGV Atlantique znamenaly ukončení provozu na stanici i na této lince.
Budovu využívala SNCF. V létě 2014 byla prodána pro přestavbu na kanceláře.